# Grammia allectans
Grammia allectans är en fjärilsart som beskrevs av Ferguson 1985. Grammia allectans ingår i släktet Grammia och familjen björnspinnare. Inga underarter finns listade i Catalogue of Life.